# Edvard Hjelt
Edvard Hjelt  (n. 18 iunie 1855, Vihti – d. 2 iulie 1921, Bad Mergentheim) a fost un chimist și om politic finlandez.
El face parte din inițiatorii batalionului de vânători de munte finlandezi, care au fost instruiți în anul 1915 în Germania. Acest batalion a constituit nucleul de rezistență finlandez contra agresiunii sovietice.